# Jing Ruixue
Jing Ruixue (chinesisch 景瑞雪, Pinyin Jǐng Ruìxuě, * 4. Juli 1988 im Kreis Zizhou der Stadt Yulin in der Provinz Shaanxi der Volksrepublik China) ist eine chinesische Ringerin. Sie wurde 2006 und 2007 Weltmeisterin in der Gewichtsklasse bis 67 kg Körpergewicht.

## Werdegang
Jing Ruixue stammt aus der nordwestchinesischen Provinz Shaanxi und startet für den Wrestling Club Shaanxi. Sie begann im Jahre 2001 mit dem Ringen. Seit dieser Zeit ist Xu Kuiyuan ihr Trainer. Die 1,70 Meter große, sehr kraftvolle Ringerin ist Studentin.
Obwohl Jing auf Grund ihres Alters bis zum Jahre 2008 bei den Jurionninen hätte starten dürfen, trat sie seit 2004 bei internationalen Wettkämpfen stets bei den Damen an. Das erste Mal war sie im Jahre 2004 auf einer solchen Veranstaltung, nämlich dem FILA-Test-Turnier für die Olympischen Spiele in Athen, zu sehen. Sie belegte dort in der Gewichtsklasse bis 67 kg hinter der Russin Julija Bartnowskaja gleich einen hervorragenden 2. Platz.
2005 wurde sie in Wuhan Asienmeisterin in der Gewichtsklasse bis 67 kg vor Eri Sakamoto aus Japan und Jana Panowa aus Kirgisistan. In diesem Jahr startete sie dann erstmals bei einer Weltmeisterschaft und kam dabei in Budapest in der Gewichtsklasse bis 63 kg nach Siegen über Ludmila Golowchenko, Ukraine, Tara Rose Hedican, Kanada, Olga Chilko, Belarus und Katarzyna Juszczak aus Italien und einer Niederlage im Finale gegen Kaori Icho aus Japan auf den 2. Platz.
Im Jahre 2006 wurde Jing in Guangzhou in der Gewichtsklasse bis 67 kg dann erstmals Weltmeisterin. Auf dem Weg zu diesem Erfolg bezwang sie Maria Müller aus Deutschland, Marisa Admiraal aus den Niederlanden, Teresa Mendez aus Spanien und Martine Dugrenier aus Kanada.
2007 startete sie auch beim Großen Preis von Deutschland in Dormagen und siegte dort vor Nikola Hartmann-Dünser aus Österreich und Olga Butkewitsch aus Großbritannien. Im gleichen Jahr verteidigte sie dann bei der Weltmeisterschaft in Baku ihren Weltmeistertitel in der Gewichtsklasse bis 67 kg erfolgreich. Dabei bezwang sie Kristine Odrina Orbowa, Lettland, Yoshiko Inoue, Japan, Cathrine Downing, USA und Martine Dugrenier.
In den Jahren 2008 bis 2010 war Jing Ruixue auf keiner internationalen Matte zu sehen. Die Gründe dafür sind nicht bekannt.
Im Februar 2011 tauchte sie beim Großen Preis von Frankreich in Tourcoing jedoch wieder auf und gewann dort diesen Wettbewerb in der Gewichtsklasse bis 63 kg vor Scharchüügiin Tümentsetseg aus der Mongolei und Aline Focken aus Deutschland. Sie war dann im September 2011 auch bei der Weltmeisterschaft in Istanbul am Start. Dort siegte sie in der Gewichtsklasse bis 63 kg u. a. über Monika Ewa Michalik aus Polen, ehe sie gegen Kaori Icho unterlag (0:2 Runden, 0:1, 0:1 Punkte) und sich in der Trostrunde mit Siegen über Julija Ostaptschuk, Ukraine und Elena Piroschkowa, USA, noch eine WM-Bronzemedaille holte.
Ob sie bei den Olympischen Spielen 2012 in London am Start sein wird, wird sich zeigen. Sie müsste dort in der olympischen Gewichtsklasse bis 63 kg antreten und würde wieder auf Kaori Icho treffen. In London war sie am Start und zeigte sehr gute Kämpfe. Sie siegte dort über Choe Un Gong, Nordkorea, Monika Ewa Michalik, Polen und Ljubow Michailowna Wolossowa, Russland und verlor erst im Finale gegen Kaori Icho, womit sie die olympische Silbermedaille gewann.
Danach war sie nur noch bei der Asienmeisterschaft 2013 in New Delhi am Start, wo sie in der Gewichtsklasse bis 67 kg den 3. Platz belegte.

## Internationale Erfolge
| Jahr | Platz  | Wettbewerb                               | Gewichtsklasse | Ergebnisse |
| 2004 | 2.     | FILA-Test-Turnier in Athen               | bis 67 kg      | hinter Julija Bartnowskaja, Russland, vor Norie Saito, Japan und Agnieszka Wieszczek, Polen |
| 2004 | 3.     | Welt-Cup in Tokio                        | bis 67 kg      | hinter Jelena Perepelkina, Russland und Christine Nordhagen, Kanada |
| 2005 | 1.     | Asien-Meisterschaften in Wuhan           | bis 67 kg      | vor Eri Sakamoto, Japan und Jana Panowa, Kirgisistan |
| 2005 | 2.     | WM in Budapest                           | bis 63 kg      | nach Siegen über Ludmila Golowchenko, Ukraine, Tara Rose Hedican, Kanada, Olga Chilko, Belarus und Katarzyna Juszczak, Polen und einer Niederlage gegen Kaori Icho, Japan                               |
| 2006 | 1.     | Welt-Cup in Nagoya                       | bis 67 kg      | vor Jelena Perepelkina, Cathrine Downing, USA und Mami Shinkai, Japan |
| 2006 | 1.     | WM in Guangzhou                          | bis 67 kg      | nach Siegen über Maria Müller, Deutschland, Marisa Admiraal, Niederlande, Teresa Mendez, Spanien und Martine Dugrenier, Kanada                                                                          |
| 2007 | 1.     | Welt-Cup in Krasnojarsk                  | bis 63 kg      | vor Mio Nishimaki, Japan, Aljona Kartaschowa, Russland und Randi Miller, USA |
| 2007 | 1.     | Großer Preis von Deutschland in Dormagen | bis 67 kg      | vor Nikola Hartmann-Dünser, Österreich, Olga Butkewitsch, Großbritannien und Elena Kulikowa, Russland                                                                                                   |
| 2007 | 1.     | Austrian-Lady-Open in Götzis             | bis 63 kg      | vor Marianna Sastin, Ungarn, Chen Meng, China und Lise Legrand, Frankreich |
| 2007 | 1.     | WM in Baku                               | bis 67 kg      | nach Siegen über Kristine Odrina Orbowa, Lettland, Yoshiko Inoue, Japan, Cathrine Downing und Martine Dugrenier                                                                                         |
| 2011 | 1.     | Großer Preis von Frankreich in Tourcoing | bis 63 kg      | vor Scharchüügiin Tümentsetseg, Mongolei, Aline Focken, Deutschland und Elena Piroschkowa, USA |
| 2011 | 3.     | Welt-Cup in Liévin                       | bis 63 kg      | hinter Kaori Icho und Justine Bouchard, Kanada |
| 2011 | 3.     | WM in Istanbul                           | bis 63 kg      | nach Siegen über Mariana Esanu, Moldawien, Blessing Oborududu, Nigeria, Monika Ewa Michalik, Polen, einer Niederlage gegen Kaori Icho und Siegen über Julija Ostaptschuk, Ukraine und Elena Piroschkowa |
| 2012 | 2.     | Welt-Cup in Tokio                        | bis 63 kg      | hinter Kaori Icho, vor Ljubow Michailowna Wolossowa, Russland |
| 2012 | Silber | OS in London                             | bis 63 kg      | nach Siegen über Choe Un Gong, Nordkorea, Monika Ewa Michalik und Ljubow Michailowna Wolossowa und einer Niederlage gegen Kaori Icho                                                                    |
| 2013 | 3.     | Asienmeisterschaft in New Delhi          | bis 67 kg      | hinter Nasanburmaa Ochirbat, Mongolei und Navjot Kaur, Indien |

## Erläuterungen
- alle Wettbewerbe im freien Stil
- OS = Olympische Spiele, WM = Weltmeisterschaft